# 川西市立川西小学校
川西市立川西小学校（かわにししりつ かわにししょうがっこう）は、兵庫県川西市栄根1丁目にある公立小学校。児童数は、2022年現在546人。

## 概要
川西市内では最も古い歴史を持つ小学校であり、かつての川西町（現在の川西市南部。多田村，東谷村と比しても人口が一番多かった。）では唯一の小学校だった事もあって、戦中・戦後間もない時期には児童数が2000人を超えていたマンモス校だった。第二次世界大戦からしばらく経った後も、依然として児童数は2000人近くいた。児童数が大幅に減少したのは1971年。桜が丘小学校の分離開校と共に児童数は1385人まで減少した。その後、1975年に加茂西小学校の分離開校、1976年に明峰小学校の分離開校を経て、創立100年の1978年には児童数は、戦中・戦後間もない頃の約半数の1090人まで減少した。その一方で教職員の人数は、1943年児童数2598人の時53人、1978年児童数1090人の時47人であった。戦中は戦後約30年時点よりも、教師の人数に対する児童数の割合が高かった。
校歌の作詞者は竹中郁、作曲者は竹内平吉。

## 沿革
- 1878年7月1日 - 兵庫県川辺郡上東小学校として開校。
- 1887年4月1日 - 上東簡易小学校となる。
- 1891年4月1日 - 川西尋常小学校となる。
- 1904年4月1日 - 川西尋常高等小学校となる。
- 1912年4月1日 - 裁縫学校を併設する。
- 1919年4月1日 - 実業補習学校を併設する。
- 1920年9月30日 - 農商補習学校を併設する。
- 1941年4月1日 - 国民学校令により川西国民学校となる。
- 1945年6月1日 - 兵庫県川辺郡川西国民学校久代分校（学制改革により、川西町立久代小学校となる。）を開校。大阪機工猪名川製造所内の敷地に校舎を構えた。
- 1947年4月1日 - 学制改革により川辺郡川西町立川西小学校となる。
- 1947年9月1日 - 川西小学校から、川西町立久代小学校が分離開校。
- 1953年2月5日 - 校歌が作詞・作曲される。
- 1954年5月23日 - 川西小学校から、川西町立川西北小学校が分離開校。
- 1954年8月1日 - 川西市制施行により、川西市立川西小学校となる。
- 1966年4月1日 - 川西小学校から、川西市立加茂小学校が分離開校。
- 1971年4月1日 - 川西小学校から、川西市立桜が丘小学校が分離開校。
- 1975年4月1日 - 川西小学校から、川西市立加茂西小学校が分離開校。
- 1976年4月1日 - 川西小学校から、川西市立明峰小学校が分離開校。
- 1978年11月5日 - 創立100周年記念式典を挙行する。
- 1997年4月1日 - 川西市立加茂小学校・川西市立加茂西小学校の統合に伴い、校区の一部を変更した。

## 通学区域
- 川西市[5]
  - 小花1丁目・2丁目、小戸1丁目～3丁目、栄町24番～27番、寺畑1丁目・2丁目、栄根1丁目・2丁目、下加茂1丁目・2丁目

## 進学先中学校
公立学校は、川西市立川西中学校、川西市立川西南中学校

## 周辺施設
- 阪神高速11号池田線川西小花出入口

## アクセス
- JR福知山線川西池田駅より徒歩約10分
- 阪急電鉄・能勢電鉄川西能勢口駅より徒歩約12分

## 著名な出身者
- 由美かおる（女優、『水戸黄門』かげろうお銀役で有名）- 1963年卒業